# Шарлероа (окръг)
Шарлероа (на френски: Charleroi) е окръг в Южна Белгия, провинция Ено. Площта му е 555 km², а населението – 430 701 души (по приблизителна оценка от януари 2018 г.). Административен център е град Шарлероа.